# 凱氏南鰍
凱氏南鰍（學名：Schistura kaysonei）為輻鰭魚綱鯉形目條鰍科南鰍屬的其中一種。被IUCN列為易危保育類動物，分布於亞洲寮國淡水流域，棲息在河川底層水域，生活習性不明。

## 扩展阅读
維基物種上的相關：凱氏南鰍